# تشيب أرندت
تشيب أرندت (بالإنجليزية: Chip Arndt)‏ هو مستشار أعمال ‏ أمريكي، ولد في 2 أكتوبر 1966 في West Hartford, Connecticut ‏ في الولايات المتحدة.

## وصلات خارجية
- تشيب أرندت على موقع IMDb (الإنجليزية)